# Have You Ever Really Loved a Woman?
Have You Ever Really Loved a Woman? ist eine Popballade von Bryan Adams aus dem Jahr 1995. Der Song im 12/8-Takt spielt auf Flamenco an; an der Gitarre wirkte Paco de Lucía mit.

## Hintergrund
Die Ballade wurde für den US-Film Don Juan DeMarco komponiert. Der Titel erschien auf dem Film-Soundtrack wie auch als erste Single des siebten Bryan-Adams-Studioalbums 18 til I Die. Das Musikvideo wurde im spanischen Málaga unter der Regie von Anton Corbijn gedreht.

## Auszeichnungen
Der Song wurde bei der Oscarverleihung 1996 für den Besten Filmsong nominiert. Zuvor wurde er bei den Golden Globe Awards in der gleichen Kategorie nominiert.

## Kommerzieller Erfolg

### Chartplatzierungen
Der Song erreichte Platz 1 in den Vereinigten Staaten sowie in Kanada, Australien, der Schweiz und Österreich.
| ChartsChartplatzierungen       | Höchstplatzierung | Wochen |
| ------------------------------ | ----------------- | ------ |
| Deutschland (GfK)              | 3 (31 Wo.)        | 31     |
| Kanada (MC)                    | 1 (26 Wo.)        | 26     |
| Österreich (Ö3)                | 1 (26 Wo.)        | 26     |
| Schweiz (IFPI)                 | 1 (39 Wo.)        | 39     |
| Vereinigte Staaten (Billboard) | 1 (24 Wo.)        | 24     |
| Vereinigtes Königreich (OCC)   | 4 (9 Wo.)         | 9      |

| ChartsJahrescharts (1995)      | Platzierung |
| ------------------------------ | ----------- |
| Deutschland (GfK)              | 6           |
| Österreich (Ö3)                | 6           |
| Schweiz (IFPI)                 | 1           |
| Vereinigte Staaten (Billboard) | 16          |

### Auszeichnungen für Musikverkäufe
| Land/Region                  | Auszeichnungen für Musikverkäufe (Land/Region, Auszeichnung, Verkäufe) | Verkäufe |
| ---------------------------- | ---------------------------------------------------------------------- | -------- |
| Australien (ARIA)            | Platin                                                                 | 70.000   |
| Belgien (BRMA)               | Gold                                                                   | 25.000   |
| Deutschland (BVMI)           | Gold                                                                   | 250.000  |
| Kanada (MC)                  | Gold                                                                   | 50.000   |
| Neuseeland (RMNZ)            | Gold                                                                   | 5.000    |
| Österreich (IFPI)            | Gold                                                                   | 25.000   |
| Schweden (IFPI)              | Gold                                                                   | 25.000   |
| Schweiz (IFPI)               | Gold                                                                   | 25.000   |
| Spanien (Promusicae)         | Gold                                                                   | 30.000   |
| Vereinigtes Königreich (BPI) | Silber                                                                 | 200.000  |
| Insgesamt                    | 1× Silber · 8× Gold · 1× Platin ·                                      | 805.000  |

Hauptartikel: Bryan Adams/Auszeichnungen für Musikverkäufe